# Hatka, Burîn
Hatka (în ucraineană Гатка) este un sat în comuna Deakivka din raionul Burîn, regiunea Sumî, Ucraina.

## Demografie
Componența lingvistică a localității Hatka
     Ucraineană (100%)
Conform recensământului din 2001, toată populația localității Hatka era vorbitoare de ucraineană (100%).